# Sancocho
 (janvier 2018).
Si vous disposez d'ouvrages ou d'articles de référence ou si vous connaissez des sites web de qualité traitant du thème abordé ici, merci de compléter l'article en donnant les références utiles à sa vérifiabilité et en les liant à la section « Notes et références ».
Le sancocho (de l'espagnol sancochar) est une soupe traditionnelle dans plusieurs pays d'Amérique latine, variante du plat espagnol appelé cocido.